# 宁丹公路
宁丹公路（编号 126省道，又称宁丹路、宁丹大道）是南京市西南部的一条重要干线公路，连接南京主城区与江宁区，并向南延伸至苏皖省界集镇丹阳镇，是南京至安徽的重要通道之一。该公路不仅是南京西南地区南北向的主干道，还承担着禄口国际机场集疏运功能，对区域经济发展和交通网络完善具有重要意义。

## 历史沿革

### 早期建设
宁丹公路最初为县道，连接南京主城与江宁区横溪、丹阳等地，是南京西南部的重要交通线路。
2011年，宁丹公路全线由县道升级为省道，标志着其在区域交通网络中的地位进一步提升。

### 改造与升级
2013年，宁丹公路一期改造工程完成，南起大定坊，北至绕城公路匝道，全长2.87公里，拓宽至双向六车道，增设非机动车道和人行道，成为南京西南地区的重要交通动脉。
近年来，宁丹公路作为126省道的一部分，持续推进改扩建工程，以提升通行能力和服务水平。

## 地理位置与路线
宁丹公路北起南京绕城公路，向南经雨花台区、江宁区，穿越铁心桥、江宁经济开发区、谷里、横溪等地，最终延伸至苏皖省界，与安徽省丹阳至湖阳公路相接。
该公路是南京西南部的重要南北向通道，与将军大道、机场高速共同构成区域交通主干网。

## 功能与意义

### 交通功能
宁丹公路是南京主城区与江宁区、禄口国际机场及安徽博望等地的重要连接线，承担着大量的客货运输任务。
作为126省道的一部分，宁丹公路还承担着禄口国际机场第二通道的功能，对完善机场集疏运体系具有重要意义。

### 经济与社会价值
宁丹公路沿线分布着中国（南京）软件谷、江宁经济开发区等重要产业园区，对区域经济发展和产业升级具有重要支撑作用。
该公路的改扩建进一步提升了南京与安徽的省际交通联系，促进了南京都市圈的辐射力和区域一体化发展。

## 未来发展

### 改扩建工程
宁丹公路作为126省道的重要组成部分，正在进行改扩建工程，包括马家店隧道、牛首山隧道等关键节点的建设，以进一步提升通行能力和服务水平。
改扩建完成后，宁丹公路将更好地服务于禄口国际机场集疏运需求，并加强苏皖省际交通联系。

### 智慧交通与生态建设
未来，宁丹公路将结合智慧交通技术，提升道路管理和通行效率。
沿线生态保护和景观建设也将成为重点，打造绿色交通走廊，服务区域旅游开发和生态都市建设